# Vụ đánh bom Bodh Gaya
Ngày 7 tháng 2013, một chuỗi 10 bom phát nổ trong và quanh Chùa Mahabodhi, một di sản thế giới ở Bodh Gaya, Ấn Độ, nơi đánh dấu địa điểm Phật Thích-ca Mâu-ni đã giác ngộ dưới bóng cây bồ đề sau 49 ngày thiền định, là một thánh địa Phật giáo trên toàn cầu.
Theo báo chí Ấn Độ, từ lâu Đại tháp Giác Ngộ nằm trong danh sách mục tiêu tấn công của các nhóm khủng bố Hồi giáo. Tuần trước, nhà chức trách Ấn Độ cũng đã cảnh báo nguy cơ tấn công khủng bố tại đây.
Bộ trưởng Anil Goswami cho biết có 04 vụ nổ bên trong và 04 vụ nổ bên ngoài khuôn viên Đại tháp Giác Ngộ. Cục Điều tra Quốc gia và Lực lượng Bảo vệ An ninh Quốc gia bao gồm các chuyên gia về chất nổ đã được cử tới hiện trường để giúp cảnh sát thu thập chứng cứ và hỗ trợ điều tra sau vụ khủng bố này.Bộ trưởng Bộ Nội vụ cũng cho biết ít nhất có năm người bị thương, trong đó có hai nhà sư và hai du khách đến từ Tây Tạng, nhưng ngôi Đại tháp và cây bồ đề thiêng không bị hư hại.